# James Nasmyth
James Hall Nasmyth (tudi Nasmith), škotski inženir in ljubiteljski astronom, * 19. avgust 1808, Edinburgh, Škotska, † 7. maj 1890, London, Anglija.

## Življenje in delo
James Nasmyth je bil najmlajši sin slikarja Alexandra Nasmytha (1758-1840). Eden od Alexandrovih konjičkov je bila mehanika in je porabil ves svoj prosti čas, da je pri delu z različnimi snovmi vzpodbujal svojega sina.
Leta 1931 je Nasmyth v Manchestru ustanovil delavnico, kjer je izdeloval orodja, lokomotive in druge stroje. Leta 1839 je iznašel parno kladivo za izdelavo velikih kovanih jeklenih kosov. Njegovo kladivo so uporabili pri izdelavi gredi vijaka parnika Great Britain.
Leta 1840 je izpopolnil zrcalni daljnogled Cassegrainovega tipa, ki je osnova sodobnega coude sistema. Pomembna novost njegovega daljnogleda je bila, da so ga lahko usmerili proti kateremu koli predmetu na nebu, ne da bi se moral opazovalec premikati. Ta preprosti delovni način pa je imel to pomanjkljivost, da je bila izvedba azimutna in ne ekvatorialna. Za izravnavo Zemljinega vrtenja okoli svoje osi je moral daljnogled pri spremljanju telesa hkrati opravljati dve gibanji, eno po azimutu, drugo po deklinaciji. Končna dopolnitev Nasmythove zamisli je omogočila, da opazovalcu ni treba spreminjati lege, tudi če je daljnogled nameščen ekvatorialno.
Svoje izume je leta 1858 opisal v delu Razlage orodij in strojev (Remarks on Tools and Machinery).

## Priznanja
Poimenovanja
Po njem se imenuje krater Nasmyth na Luni.